# 武田洋平
武田 洋平（たけだ ようへい、1987年6月30日 - ）は、大阪府枚方市出身のプロサッカー選手。Jリーグ・名古屋グランパス所属。ポジションはゴールキーパー（GK）。

## 来歴

### プロ入り前
地元枚方市のクラブで8歳の頃から本格的にサッカーを始め、中学時代に大阪府から熊本県に転居した。中学卒業後は県立大津高校に進学し、2・3年時にはインターハイや全国高等学校サッカー選手権大会に出場した。

### 清水エスパルス
2006年、清水エスパルスに入団。長らく西部洋平の控えGKという地位であったが、2010年3月31日に日本平スタジアムで行われたナビスコカップ1次リーグB組の湘南ベルマーレ戦でプロ入り5年目にして公式戦デビューを果たし、2-0での完封勝利に貢献した。また、5月1日のJ1第9節浦和レッドダイヤモンズ戦では、脳震盪を起こした西部に代わり後半途中から出場しリーグ戦デビュー。J1第10節京都サンガF.C.戦でリーグ戦初スタメン入りを果たすなどこの年は公式戦7試合に出場した。ただ、ポジション奪取には至らなかった。

### アルビレックス新潟
西部が湘南ベルマーレに移籍した2011年は山本海人と碓井健平からポジションを奪えずにいたところ、黒河貴矢と東口順昭が相次いで離脱していたアルビレックス新潟からオファーを受け、9月5日に期限付き移籍。選手登録の期限が終了したあとの移籍だったが、GKの負傷による例外として承認された。新潟ではナビスコカップで移籍元の清水と対戦するなど試合出場を重ね、小澤英明とポジションを争いつつ公式戦6試合に出場した。

### ガンバ大阪
2012年はガンバ大阪に期限付き移籍。シーズン中盤以降木村敦志の負傷離脱によりベンチ入りする機会が多かったが、ミスの目立った藤ヶ谷陽介からはポジションを奪えずリーグ戦では出場無しに終わり、チームも最終節でジュビロ磐田に敗れ史上初のJ2降格が決まった。一方、天皇杯では6試合に出場。決勝戦まで勝ち進んだが、柏レイソルに敗れタイトル獲得は成らなかった。

### セレッソ大阪
2013年、ガンバのライバルであるセレッソ大阪に完全移籍。しかし、4月8日の練習中に右膝内側靭帯を損傷し早々に離脱。その後復帰したが、金鎮鉉から正GKの座を奪うことはできず、リーグ戦第15節・横浜FM戦で金の負傷に伴い後半17分から途中出場したのが唯一の出場機会となった。チームは4位に躍進したが、その原動力となることはできなかった。

### 大分トリニータ
2014年、同ポジションの丹野研太と入れ替わる形でJ2に降格した大分トリニータに完全移籍。年間を通じて正GKとしてキャリアハイの41試合にスタメン出場するも7位に終わり、惜しくもプレーオフ出場は逃した。
2015年も短期間の負傷離脱はあったものの、33試合に出場。しかし、チームはJ2・J3入れ替え戦にてFC町田ゼルビアに敗北。まさかのJ3降格という結果になった。カテゴリーは違うが、自身2度目となる降格となった。

### 名古屋グランパス
12月28日、名古屋グランパスへの完全移籍が発表された。初年度の2016年は正GK楢﨑正剛の負傷を機に先発に定着し、7試合に出場。しかしチームは序盤から低迷しJ2降格。カテゴリーは違えど、自身にとって2年連続の降格となってしまった。
J2で迎えた2017年、楢﨑や横浜FCから移籍してきた渋谷飛翔らとポジションを争いながら、第34節の東京ヴェルディ戦より楢﨑からポジションを奪取。その後は全ての公式戦でスタメンを張った。チームは3位フィニッシュで自動昇格を逃したが、J1昇格プレーオフでは初戦のジェフ千葉戦に勝利し、決勝のアビスパ福岡戦ではスコアレスドローに終わったものの90分間無失点に抑え1年でのJ1復帰に貢献した。
2018年は前年の活躍もあり、正GKとして期待されていたが、1月14日にリーガ・エスパニョーラのレバンテUDよりミッチェル・ランゲラックが加入。ランゲラックがJ1リーグ全試合スタメンを張ったことで、常にサブメンバーには登録されていたもののリーグ戦での出場はなかった。
2019年はランゲラックの試合中の怪我が多く、自身は先発出場1試合と途中出場2試合の合計3試合に出場した。
2020年から新加入のマテウスに自身の背番号である16を譲り、自身は21に変更した。この年はランゲラックが怪我なく1年試合に出続けたため、自身の出場は無かった。
ランゲラックが移籍した2025年は、元日本代表シュミット・ダニエルが加入。しかしそのシュミットが開幕前のキャンプで負傷したため、プロ20年目にして初めての開幕スタメンを獲得した。

## 人物・エピソード
- 趣味はF1観戦[9]、ゴルフ、サーフィン[10]。
- 2008年2月から3年間、エスパルス公式サイト上でブログ「武田動物園」を公開していた。
- 好きなサッカー選手はスペイン代表GKのイケル・カシージャス[10]。

## 所属クラブ
- 西長尾FC (枚方市立西長尾小学校)
- 枚方フジタSC (枚方市立長尾中学校)
- 大津町立大津中学校
- 2003年 - 2005年 熊本県立大津高等学校
- 2006年 - 2012年  清水エスパルス
  - 2011年9月 - 同年12月  アルビレックス新潟 (レンタル移籍)
  - 2012年  ガンバ大阪 (レンタル移籍)
- 2013年  セレッソ大阪
- 2014年 - 2015年  大分トリニータ
- 2016年 -  名古屋グランパス

## 個人成績
| 国内大会個人成績 | 国内大会個人成績 | 国内大会個人成績 | 国内大会個人成績 | 国内大会個人成績 | 国内大会個人成績 | 国内大会個人成績 | 国内大会個人成績 | 国内大会個人成績 | 国内大会個人成績 | 国内大会個人成績 | 国内大会個人成績 |
| 年度             | クラブ           | 背番号           | リーグ           | リーグ戦         | リーグ戦         | リーグ杯         | リーグ杯         | オープン杯       | オープン杯       | 期間通算         | 期間通算         |
| 年度             | クラブ           | 背番号           | リーグ           | 出場             | 得点             | 出場             | 得点             | 出場             | 得点             | 出場             | 得点             |
| 日本             | 日本             | 日本             | 日本             | リーグ戦         | リーグ戦         | リーグ杯         | リーグ杯         | 天皇杯           | 天皇杯           | 期間通算         | 期間通算         |
| ---------------- | ---------------- | ---------------- | ---------------- | ---------------- | ---------------- | ---------------- | ---------------- | ---------------- | ---------------- | ---------------- | ---------------- |
| 2006             | 清水             | 30               | J1               | 0                | 0                | 0                | 0                | 0                | 0                | 0                | 0                |
| 2007             | 清水             | 30               | J1               | 0                | 0                | 0                | 0                | 0                | 0                | 0                | 0                |
| 2008             | 清水             | 30               | J1               | 0                | 0                | 0                | 0                | 0                | 0                | 0                | 0                |
| 2009             | 清水             | 31               | J1               | 0                | 0                | 0                | 0                | 0                | 0                | 0                | 0                |
| 2010             | 清水             | 31               | J1               | 4                | 0                | 2                | 0                | 1                | 0                | 7                | 0                |
| 2011             | 清水             | 21               | J1               | 0                | 0                | 0                | 0                | -                | -                | 0                | 0                |
| 2011             | 新潟             | 39               | J1               | 4                | 0                | 2                | 0                | 0                | 0                | 6                | 0                |
| 2012             | G大阪            | 22               | J1               | 0                | 0                | 1                | 0                | 6                | 0                | 7                | 0                |
| 2013             | C大阪            | 1                | J1               | 1                | 0                | 0                | 0                | 1                | 0                | 2                | 0                |
| 2014             | 大分             | 1                | J2               | 41               | 0                | -                | -                | 0                | 0                | 41               | 0                |
| 2015             | 大分             | 1                | J2               | 33               | 0                | -                | -                | 0                | 0                | 33               | 0                |
| 2016             | 名古屋           | 16               | J1               | 7                | 0                | 2                | 0                | 0                | 0                | 9                | 0                |
| 2017             | 名古屋           | 16               | J2               | 9                | 0                | -                | -                | 1                | 0                | 10               | 0                |
| 2018             | 名古屋           | 16               | J1               | 0                | 0                | 5                | 0                | 0                | 0                | 5                | 0                |
| 2019             | 名古屋           | 16               | J1               | 3                | 0                | 8                | 0                | 1                | 0                | 12               | 0                |
| 2020             | 名古屋           | 21               | J1               | 0                | 0                | 0                | 0                | -                | -                | 0                | 0                |
| 2021             | 名古屋           | 21               | J1               | 0                | 0                | 0                | 0                | 0                | 0                | 0                | 0                |
| 2022             | 名古屋           | 21               | J1               | 2                | 0                | 3                | 0                | 2                | 0                | 7                | 0                |
| 2023             | 名古屋           | 16               | J1               | 0                | 0                | 4                | 0                | 1                | 0                | 5                | 0                |
| 2024             | 名古屋           | 16               | J1               | 3                | 0                | 2                | 0                | 1                | 0                | 6                | 0                |
| 2025             | 名古屋           | 16               | J1               |                  |                  |                  |                  |                  |                  |                  |                  |
| 通算             | 日本             | 日本             | J1               | 24               | 0                | 29               | 0                | 18               | 0                | 66               | 0                |
| 通算             | 日本             | 日本             | J2               | 83               | 0                | -                | -                | 1                | 0                | 84               | 0                |
| 総通算           | 総通算           | 総通算           | 総通算           | 107              | 0                | 29               | 0                | 19               | 0                | 150              | 0                |

| 国際大会個人成績 | 国際大会個人成績 | 国際大会個人成績 | 国際大会個人成績 | 国際大会個人成績 |
| 年度             | クラブ           | 背番号           | 出場             | 得点             |
| AFC              | AFC              | AFC              | ACL              | ACL              |
| ---------------- | ---------------- | ---------------- | ---------------- | ---------------- |
| 2012             | G大阪            | 22               | 0                | 0                |
| 2021             | 名古屋           | 21               | 1                | 0                |
| 通算             | AFC              | AFC              | 1                | 0                |

その他の公式戦出場
- 2015年
  - J2・J3入れ替え戦 2試合0得点
- 2017年
  - J1昇格プレーオフ 2試合0得点

出場歴
- 公式戦初出場 - 2010年3月31日 ナビスコカップ予選リーグ vs湘南ベルマーレ（アウトソーシングスタジアム日本平）
- Jリーグ初出場 - 2010年5月1日 第9節 vs浦和レッズ（エコパスタジアム）

## 代表歴
- U-15日本代表
- U-16日本代表
- U-18日本代表
- U-19日本代表
  - 2006年 - AFCユース選手権
- U-20日本代表
  - 2007年 - U-20ワールドカップ
- U-22日本代表

## タイトル

### クラブ
名古屋グランパス
- Jリーグカップ：2回（2021年、2024年）